# 37 (số)
37 (ba mươi bảy) là một số tự nhiên ngay sau 36 và ngay trước 38.

## Toán học
37 là số nguyên tố thứ 12, và là số nguyên tố phi chính quy nhỏ nhất.

## Hoá học
37 là số hiệu nguyên tử của nguyên tố Rubidium